# Landete
Landete é um município da Espanha, na província de Cuenca, comunidade autônoma de Castela-Mancha. Tem 79,34 km² de área e em 2021 tinha 1 211 habitantes (densidade: 15,3 hab./km²). Limita com os municípios de Fuentelespino de Moya, Garaballa, Graja de Campalbo, Henarejos, Moya, Santa Cruz de Moya e Talayuelas.